# Star Wars: Battlefront: Elite Squadron
Star Wars Battlefront: Elite Squadron ist ein 2009 erschienenes Videospiel und ein Ableger der Battlefront-Reihe. Es wurde von Rebellion Developments entwickelt und von LucasArts für die PlayStation Portable und den Nintendo DS veröffentlicht. Die DS-Version wurde von N-Space entwickelt.
Im Spiel übernimmt der Spieler die Rolle eines Frontsoldaten einer der vier zentralen Fraktionen der Star-Wars-Filme und nimmt an verschiedenen Schlachten teil. Die Kampagne von Elite Squadron handelt von zwei Klontruppen, die im neu gegründeten Imperium Jagd auf überlebende Jedi machen.

## Spielprinzip

### Allgemein
Battlefront: Elite Squadron basiert auf dem gleichen Konzept der früheren Serienteile. Es ist ein Shooter, bei dem der Spieler die Rolle eines Soldaten im Star-Wars-Universum übernimmt und in einer der Armeen der vier zentralen Fraktionen der Star-Wars-Filme dient. In dieser Rolle bestreitet der Spieler Gefechte auf verschiedenen Welten, die Orten aus dem Star-Wars-Galaxie nachempfunden sind.
Eine Neuerung gegenüber früheren Battlefront-Teilen ist, dass man nun innerhalb eines Gefechts zwischen Boden- und Raumkampf wechseln kann. So ist es beispielsweise möglich, eine Schlacht im Weltraum zu beginnen und im Laufe des Kampfes mit einem Sternjäger auf einem Planeten landen und dort das Gefecht am Boden weiterführen.
Eine weitere neue Funktion ist die Ionenkanone. Sie kann in jedem Gefecht auf dem Planeten erobert werden. Hat ein Team die Ionenkanone erobert, kann man mit ihr das feindliche Kommandoschiff im Weltraum beschießen und dessen Schilde deaktivieren.

### Spielmodi
Für die einzelnen Karten stehen abgesehen von den Kampagnenmissionen diverse Spielmodi zur Verfügung. Diese Modi ähneln denen anderer populärer Shooter, z. B. Battlefield.
Bei der Eroberung (engl. „conquest“) geht es darum, dass zwei Teams in einem bestimmten Gebiet gegeneinander antreten und versuchen, alle strategischen Punkte einzunehmen. An diesen Punkten können Truppen derjenigen Seite eingeflogen werden, der der Punkt gehört. Eine zweite Siegmöglichkeit stellt das Zerschlagen der gegnerischen Armee dar.
Im Modus Sichere die Flagge (engl. „capture the flag“) werden zu Beginn einer Partie eine oder zwei Flaggen auf der Karte versteckt. Die teilnehmenden Armeen versuchen, diese Flagge zu finden und in ihre Basis zu bringen, was mit Punkten belohnt wird. Die Seite, die zuerst eine gewisse Anzahl an Punkten erreicht hat, hat die Partie gewonnen.
Der Modus Angriff spielt auf Weltraumkarten. Die kämpfenden Fraktionen versuchen dort, Punkte durch das Zerstören der feindlichen Flotte zu erringen.

## Rezeption
Mit dem Online-Modus fehle ein elementar wichtiger Teil der Reihe. Der Einzelspieler sei schwach.